# Human Traffic
Pour plus de détails, voir Fiche technique et Distribution.
Human Traffic est un film irlando-britannique réalisé par Justin Kerrigan, sorti en salle en 1999.

## Synopsis
Cardiff, les années 1990, l'univers du clubbing, l'espace d'un weekend cinq amis affrontent leur démons personnels au travers des relations qui les unissent. Jip se considère sexuellement paranoïaque et redoute d'être impuissant. Lulu, la meilleure amie de Jip, n'a pas de chance dans ses rencontres amoureuses. Nina déteste son travail dans un fast-food. Son mec Koop, qui est également le meilleur ami de Jip, rêve d'être un disc jockey hip-hop renommé et souffre de jalousie maladive. Le cinquième est Moff, dont la famille n'apprécie guère le comportement : il est chômeur et arrondit ses fins de mois en vendant du haschich. Jip est le narrateur de l'histoire sous la forme d'une voix-off. L'histoire commence un vendredi après-midi avec les préparations pour le clubbing du weekend.

## Fiche technique
- Titre original : Human Traffic
- Réalisation : Justin Kerrigan
- Scénario : Justin Kerrigan
- Photographie : Dave Bennett
- Montage : Patrick Moore
- Musique : Matthew Herbert & Roberto Mello ; Pete Tong
- Direction artistique : Sue Ayton
- Décors : David Buckingham
- Costumes : Claire Anderson
- Producteurs : Emer McCourt & Allan Niblo
- Sociétés de production : Irish Screen, Fruit Salad Films
- Sociétés de distribution : Renaissance Films (1999-2004), Metrodome Distribution, Miramax Films (2000) (États-Unis)
- Pays de production :  Royaume-Uni |  Irlande
- Langue : anglais
- Format : 35 mm ; Aspect ratio 1:85 ; Couleur ; Son : Dolby Digital
- Genre : Comédie Dramatique
- Durée : 99 minutes
- Dates de sortie : 
  - Royaume-Uni : 4 juin 1999
  - France : 14 juin 2000
- Classification : Royaume-Uni : 18 ; États-Unis : R ; Allemagne : 18 ; France : -12

## Distribution
- John Simm (VF : Alexis Tomassian) : Jip
- Lorraine Pilkington (VF : Virginie Ledieu) : Lulu
- Shaun Parkes (VF : Lucien Jean-Baptiste) : Koop
- Nicola Reynolds (VF : Marjorie Frantz) : Nina
- Danny Dyer (VF : Christophe Lemoine) : Moff
- Dean Davies (VF : Emmanuel Garijo) : Lee
- Jan Anderson (en) : Karen Benson
- Peter Bramhill (VF : Alexis Victor) : Matt
- Richard Coyle (VF : Adrien Antoine) : Andy
- Carl Cox (VF : Jean-Michel Martial) : Pablo Hassan
- Roger Evans (VF : Vincent Barazzoni) : Inca Holms
- Bradley Freegard (en) (VF : Vincent de Boüard) : Tyler
- Justin Kerrigan : Ziggy Marlon
- Andrew Lincoln (VF : Ludovic Baugin) : Felix
- Stephanie Brooks : Fleur
- Emma Hall : Trixi
- Nick Kilroy : Herbie
- Robert Marrable : Casey
- Danny Midwinter : Tyrone
- Mark Seaman : Jeremy Faxman
- Lynne Seymour : Connie
- Patrick Taggart : Luke
- Giles Thomas : Martin
- Anna Wilson : Boomshanka
- Peter Albert : Eric, l'oncle de Lulu
- Terence Beesley (VF : Jean-Louis Faure) : le père de Moff
- Philip Rosch (VF : Daniel Lafourcade) : le patron de Jip
- Howard Marks : lui-même

## Récompenses et distinctions

### Récompenses
- 2000 : BAFTA Awards, Wales, Cymru Award (Allan Niblo "Best Drama", Justin Kerrigan "Best Director", Dave Bennett "Best Camera")
- 2000 : Bermuda International Film Festival, Jury Prize, Justin Kerrigan
- 2000 : Brussels International Film Festival, Special Prize of the Jury, Justin Kerrigan
- 1999 : British Independent Film Awards, Best Achievement in Production
- 1999 : Festival international du film de Thessalonique 1999, meilleur réalisateur et European Cinema Award pour Justin Kerrigan
- 1999 : Dinard British Film Festival, Golden Hitchcock Justin Kerrigan

### Nominations
- 2000 : BAFTA Awards
- 2000 : Brussels International Film Festival, Crystal Star, Justin Kerrigan
- 2000 : Emden International Film Festival, Justin Kerrigan
- 1999 : Gijón International Film Festival, Grand Prix Asturias, Justin Kerrigan
- 1999 : British Independent Film Awards, Douglas Hickox Award, Justin Kerrigan
- 1999 : Festival international du film de Thessalonique 1999, Selection

## Bande originale
"Human Traffic, Ost, 1999, Label FFRR Records"
- Disque 1

1. . The Weekend Has Landed
2. . It Ain't Gonna Be Me - CJ Bolland
3. . Build It Up, Tear It Down - Fatboy Slim
4. . Moff's Lyrical Miracle Madness (Human Traffic Theme)
5. . Cookies - Jacknife Lee
6. . Scared - Lucid
7. . Spliff Politics
8. . Bucket Wipe - Position Normal
9. . Hip Hop Intro
10. . My Last Request - Grim
11. . Hip Hop Outro
12. . You're Gonna Get Yours - Public Enemy
13. . Dirt - Death In Vegas
14. . Jungle Intro
15. . Never Believe - Dillinja
16. . The Mood Club - First Born
17. . What Was I Talking About?
18. . Ogive - William Orbit
19. . All Day - Interfearence
20. . King Titos Gloves - Deadly Avenger
21. . Comedown Sermon
22. . Belfast - Orbital
23. . Human Traffic Theme - Matthew Herbert & Robert Mello

- Disque 2

1. . Star Wars Theory
2. . Flowerz - Armand Van Helden feat. Roland Clark
3. . Under The Water - Brother Brown feat. Frank'ee
4. . Atlanta - Pete Heller
5. . Push It - Quake
6. . 5:55 - Durango
7. . My Fellow Boppers - Thee Maddkatt Courtship
8. . The Age of Love - The Age of Love
9. . Cafe Del Mar 98 - Energy 52
10. . Diving Faces - Liquid Child
11. . Out of the Blue - System F
12. . The Latin Theme - Carl Cox
13. . Kittens - Underworld
14. . Dark Air - Quake
15. . The Tingler - CJ Bolland
16. . We're All In This Together (plus score music)
17. . Come Together - Primal Scream

## Article annexe
- Psychotrope au cinéma et à la télévision